# 特里瓦尔多斯
特里瓦尔多斯，是西班牙卡斯蒂利亚-拉曼恰昆卡省的一个市镇。总面积21平方公里，总人口131人（2001年），人口密度6人/平方公里。